# Plesiolena bonneti
Plesiolena bonneti är en spindelart som först beskrevs av Helmuth Zapfe 1961.  Plesiolena bonneti ingår i släktet Plesiolena och familjen Actinopodidae. Inga underarter finns listade i Catalogue of Life.